# Nepticulidae
Nepticulidae là một hô bướm đêm rất nhỏ phân bố rộng khắp toàn cầu. Chúng đặc trưng bởi eyecaps bao mắt (xem thêm Opostegidae, Bucculatricidae, Lyonetiidae). Pigmy moths hay midget moths, ít phổ biến hơn, bao gồm tất cả các loài bướm đang sống nhỏ nhất, với sản cánh có thể nhỏ khoảng 3 mm. Trong trường hợp của Pigmy Sorrel Mothchâu Âu, có sảnh cánh lớn hơn thường 3,5–10 mm. Cánh của bướm trưởng thành hẹp và có hình mác, đôi khi có vết màu kim loại, và với kiểu phát gân rất đơn giản so với hầu hết các loài bướm đêm khác.
Ấu trùnh thường cuộn lá làm tổ but some species also mine seeds or bark of trees.